# 셰인 필런
셰인 필런(Shane Filan, 1979년 7월 5일~)은 아일랜드의 가수로, 웨스트라이프의 일원으로 활동했다. 현재는 솔로로 활동 중이며, 2013년 11월 4일 첫 솔로 정규 앨범 'You And Me'를 발매했다. 2015년 10월 2일에 두번째 솔로 정규 앨범인 'Right Here'을 발매했다. 정식음원으로 등록되진 않았지만 'Beautiful in white'를 녹음했다.

## 음반 목록
- You And Me (2013년)
- Right Here[1] (2015년)
- Love Always (2017년)